# Pedro Buitrago
Pedro Buitrago (San Salvador de Jujuy, 1898 - ca. 1965) fue un político argentino, que ejerció como Gobernador de la Provincia de Jujuy entre 1936 y 1940.

## Biografía
Fue profesor de la Escuela Normal "Juan Ignacio Gorriti" durante muchos años, y abogado de la sucursal Jujuy del Banco de la Nación Argentina.
Desde el principio de la Década Infame fue diputado provincial, representando al Departamento San Antonio y luego fue diputado nacional por su provincia, elegido por el Partido Demócrata Nacional.
Fue candidato a gobernador por la Concordancia, resultando elegido en las elecciones del 1 de marzo de 1936, acompañado por el vicegobernador Luis María Oliver. Fueron sus ministros Héctor Carrillo y Mario Fascio Pérez.
Asumió el gobierno el 1 de abril de ese año. Durante su mandato se inició la producción de tabaco en la provincia, la que fue apoyada por la Estación Experimental Perico, creada por el gobierno provincial. También se fundó el Hotel Termas de Reyes al norte de la capital, junto con el camino que lo une a la misma.
Al finalizar su mandato fue elegido gobernador el radical Raúl Bertrés, que se negó a asumir el mando con la Legislatura en contra. Como esta se recambiaba el 1 de mayo y el gobernador terminaba su período el 1 de abril, la Legislatura resolvió nombrar un interino durante un mes; como el presidente de la misma se negó a asumir, fue nombrado el presidente del Superior Tribunal de Justicia, Eliseo Peña.
Fue nuevamente diputado en el año 1942; tras la Revolución del 43 se destacó como opositor a la misma y al gobierno democrático surgido de ella, presidido por Juan Domingo Perón.